# Город без окон. Вход
«Город без окон. Вход» — концертный альбом российской рок-группы «ДДТ», вышедший в 2004 году.
Представляет собой первую часть концертной программы, записанной 29—30 ноября 2001 года в ДК Горбунова, Москва (вторая вышла под названием «Город без окон. Выход»).
Альбом вышел на компакт-дисках и магнитофонных кассетах; помимо этого, Moroz Records и DDT Records издали одноимённый концертный DVD, дополнительный материал — клип «Она», режиссёр Олег Флянгольц, 2002.

## Список композиций
1. «Когда един»
2. «Поэт»
3. «В рабочем квартале»
4. «180 см.»
5. «Поколение»
6. «Мама, это рок-н-ролл»
7. «Рок-н-ролл, дядя Миша»
8. «Осенняя»
9. «Она»
10. «Далеко, далёко»
11. «Танго войны»
12. «За высокой горой»

## Участники записи
- Юрий Шевчук — вокал, акустическая гитара, timbales, автор (кроме 7)
- Вадим Курылёв — гитары, блок-флейта, вокал (7), бэк-вокал, автор (7)
- Константин Шумайлов — клавишные, семплеры, бэк-вокал
- Павел Борисов — бас-гитара
- Игорь Доценко — барабаны
- Михаил Чернов — саксофон, флейта
- Иван Васильев — труба

## Звукорежиссёры
- Игорь Тихомиров
- Игорь Сорокин
- Вячеслав Евдокимов

## Дополнительная информация
- Песни «Рок-н-ролл, дядя Миша», «Далеко, далёко» и «Танго войны» планировались для второй части альбома «Единочество», причем первый трек был готов полностью, а остальные записаны без голоса, ещё с участием Курылёва. Однако при дописывании и сведении «Единочества-2» их исключили[1]. Песня «Рок-н-ролл, дядя Миша», с изменённым названием и другой аранжировкой, вошла в сольный альбом Вадима Курылёва «Эквилибриум», выпущенный в 2003 году.
- Александр Ларин, директор компании «Feelee Management», благодаря которому состоялся этот концерт, умер 23 февраля 2006 года[2].